# Едіт Холл
Едіт Голл (народилася в 1959 році) — британська дослідниця Риму та Греції в епоху класичної античності, антикознавствиця, що спеціалізується на давньогрецькій літературі та історії культури, а також професорка кафедри класики та стародавньої історії Даремського університету. Вона є членом Британської академії. З 2006 по 2011 рік вона очолювала кафедру Роял Голлоуей Лондонського університету, де вона заснувала і керувала Центром прийому Греції та Риму до листопада 2011 року. Вона пішла у відставку через суперечку щодо фінансування антикознавства після того, як очолила громадську кампанію, яка була успішною, щоб запобігти скороченню або закриттю відділу Royal Holloway Classics. До 2022 року вона була професоркою кафедри антикознавства в Королівському коледжі Лондона. Вона також була співзасновницею та директоркою-консультантом Архіву вистав грецької та римської драми в Оксфордському університеті, головою Фонду Гілберта Мюррея та суддею премії Стівена Спендера за переклад поезії. Її докторська дисертація була відзначена премією Оксфордського університету. У 2012 році вона отримала премію Гумбольдта за дослідження давньогрецького театру в Чорному морі, а у 2014 році її обрали членом Академії Європи. Вона живе в Кембриджширі.

## Життєпис
Едіт Голл здобула ступінь бакалавра класичних і сучасних мов після того, як отримала велику стипендію в Wadham College, Оксфорді (отримала відзнаку першого класу в 1982 році) і ступінь доктора філософії в коледжі Святого Г'ю, Оксфорд (присуджено в 1988 році). Вона завідувала кафедрою історії грецької культури в Даремському університеті, була співробітницею Сомервільського коледжу в Оксфорді та відвідувачкою кафедри в кількох інститутах Північної Америки.
Відома своїм жартівливим стилем читання лекцій, Голл багато виступала на телебаченні та радіо, а також виступала консультантом професійних театральних постановок Національного театру, Shakespeare's Globe, Королівської Шекспірівської компанії, Live Theatre у Ньюкаслі, і Theatercombinat у Німеччині. У лютому 2014 року вона з'явилася на BBC2 Newsnight і продекламувала нещодавно знайдений вірш Сафо давньогрецькою під час титрів. Її основні дослідницькі інтереси стосуються давньогрецької літератури, особливо Гомера, трагедії, комедії, сатирської драми, античної літературної критики та риторики, Геродота та Ксенофонта, хоча її публікації обговорюють багатьох інших античних авторів, зокрема Лукіана, Плутарха, Артемідора, Менандра, Фукідіда, Платона і Арістотеля, а також інші стародавні свідчення, включаючи віршовий розмір і віршування, папіруси, розписну кераміку та написи. Вона також є експерткою в античній рецепції — способах, якими антична культура та історія вплинули на пізніші епохи, як то на пізню античність чи сучасність, або художню літературу, драму, кіно, поезію, політичну теорію чи філософію. Її дослідження мали вплив у трьох окремих сферах: (1) розуміння вистави літератури в античному театрі та її ролі в суспільстві, (2) репрезентація етнічної приналежності; (3) використання класичної культури в європейській освіті, ідентичності та політичній теорії.
Вона стверджувала, що Арістофан — це людина стародавнього світу, з якою вона найбільше хотіла б зустрітися.
У 2022 році вона була обрана членом Британської академії.

## Античний театр і суспільство
У кількох її книгах стверджується, що театр відіграє важливу роль в інтелектуальній та культурній історії, особливо тому, що розваги охоплюють аудиторію нижчого статусу. До них належать «Грецькі та римські актори» (2002, з професором Петом Істерлінгом) і «Театральний склад Афін» (2006), який включає повторний перегляд «Винахід варвара» у світлі подій міжнародної історії з 1989 року. «Нові вказівки в стародавній пантомімі» (2008), перше дослідження балетної вистави міфологічних оповідей, яке навчало масову аудиторію в стародавньому середземноморському світі протягом кількох століть, було оцінено Д. Фіні, професором латинської мови Принстонського університету, як «незамінне» для всіх студентів Римської імперії". У її книзі «Грецька трагедія: страждання під сонцем» стверджується, що грецька трагедія є глибоко філософським засобом, містить есе про кожну збережену давньогрецьку трагедію та була описана як «надзвичайно вичерпна». Її книга 2013 року «Пригоди з Іфігенією в Тавриді: культурна історія чорноморської трагедії Евріпіда» — це детальна історія впливу трагедії Евріпіда, якою часто нехтують, а також її вплив на Арістотеля, присутність у вазописі, латинській поезії, помпейських фресках, римських імперських саркофагах та літературі, включаючи античний роман і діалог Лукіана.
Будучи лекторкою в Оксфорді в 1996 році, разом із Олівером Тапліним вона заснувала міждисциплінарний APGRD (Архів вистав грецької та римської драми). Проєкт збирає та аналізує матеріали, пов'язані з постановкою та впливом античних п'єс. Десять спільно відредагованих томів проєкту, з яких Голл є провідною редакторкою семи та авторкою дев'яти, були описані як такі, що відіграють «ключову роль у встановленні параметрів і методології вивчення сприйняття античної драми у виставі». Найсуттєвішою книгою, яка вийшла в результаті проєкту, є «Грецька трагедія та британський театр 1660—1914» із 220 000 слів, написана у співавторстві з професоркою Фіоною Макінтош, яка у 2006 році увійшла до короткого списку премії Театрального товариства «Книга року» (2006), премії JD Criticos і премії Рансімена.

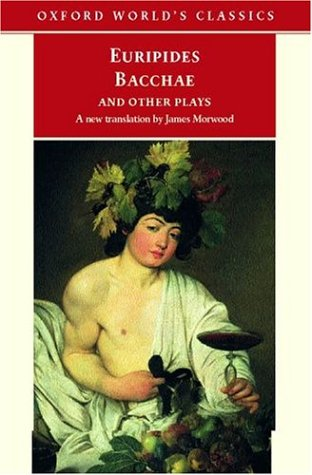
Вакханки та інші п'єси Евріпіда. Вступ Едіт Голл, пер. Морвуд. Оксфордська світова класика 2000

З 1996 по 2003 рік Голл брала участь у серії про Евріпіда Оксфордської світової класики, яка включала всі дев'ятнадцять п'єс Евріпіда, щойно перекладені Джеймсом Морвудом і Робіном Вотерфілдом. Голл зробила вступ до кожного з п'яти томів, проводячи сучасні паралелі з текстами. У вступі до «Вакханки та інших п'єс» вона досліджувала передбачуваний «радикалізм» Евріпіда, цитуючи критика Ф. Л. Лукаса: «ані Ібсен, ані Вольтер, ані Толстой ніколи не виковували гострішої зброї на захист жіночості, всупереч забобонам, викриваючи війну, ніж Медея, Іон, троянські жінки».

## Репрезентація етнічної приналежності
У першій монографії Голл «Винахід варвара» (1989) стверджувалося, що стародавня європейська ідентичність спиралася на стереотипне уявлення про «іншого» азійського ворога. Її аргумент про те, що стародавні уявлення про етнічну приналежність лежать в основі сучасних питань націоналізму, расизму та етнічного самовизначення, був надзвичайно впливовим у галузі античності і розглядався як «основоположний» вченими в інших галузях. Цю роботу було розроблено в її науковому коментарі до грецького тексту «Персів» Есхіла з англійським перекладом (1996), а також у збірці есе, яку вона відредагувала «Культурні реакції на перські війни» (2007).

## Класика і суспільство
В останні роки дослідження Голл також включили пізнішу історію культури, особливо соціальну роль, яку відіграла присутність Стародавньої Греції та Риму. Її книги в цій галузі включають «Повернення Улісса: культурна історія Гомерової Одіссеї» (2008, ввійшла до топ-списку премії Criticos), яку відзначили своєю науковістю та доступністю. Після цього вийшли дві збірки есе про стародавнє рабство та одна про використання та зловживання грецькими та римськими текстами та ідеями у відносинах між Індією та Британією 1757—2007.
Хол є головною дослідницею «Народної історії класики», проєкту, який представляє та посилює голоси британських жінок і чоловіків із робітничого класу, які залучалися до давньогрецької та римської культури між 1789 і 1917 роками. Це було розпочато як дослідницький проєкт, який фінансував AHRC у Королівському коледжі Лондона під назвою «Класика та клас у Британії 1789—1917».
У середу, 7 червня 2017 року, Голл прочитала лекцію в пам'ять про Дж. П. Баррона в Інституті античних досліджень на тему «Праматері античності та чому вони важливі».

## Ставлення до інтерпретацій класики в українській культурі
Едіт Голл залишила свої відгуки про античну тематику в творчості Лесі Українки. Вона відзначила особливе бачення Лесею Українкою Троянської війни у Драмі «Кассандра»:
|  | Роль Лесі Українки в сприйнятті Іліади та Троянської війни є вкрай недостатньо вивченою. Французька філософка Симона Вейль першою висунула теорію, що "Іліада" – це скоріше засудження військового насильства, ніж героїчне святкування. Про це вона написала у 1939 році в есе "Іліада, або Поема сили". Але феміністичний переказ Троянської війни Лесею Українкою мав місце за 30 років до того!... Я із захопленням насолоджуюся текстом, написаним таким витонченим знавцем класичної культури, як Леся Українка. В ядрі цієї п'єси стоїть питання моралі – у що люди вірять по відношенню до майбутнього, якими б сумними не були їх реалії. |

.

## Вибрані видання
- Inventing the Barbarian: Greek Self-Definition through Tragedy (OUP, 1989)
- Sophocles' Antigone, Oedipus the King, Electra (OUP, 1994)
- Aeschylus' Persians: Edited with Translation and Commentary (1996)
- Medea in Performance (Legenda, 2000)
- Dionysus since 69: Greek Tragedy at the Dawn of the Third Millennium (2004)
- Greek Tragedy and the British Theatre 1660–1914 (2005, with Fiona Macintosh)
- The Theatrical Cast of Athens: Interactions between Ancient Greek Drama & Society (2006)
- Agamemnon in Performance (Oxford University Press, 2007)
- Cultural Responses to the Persian Wars (OUP, 2007, with Emma Bridges and P. J. Rhodes)
- Aristophanes in Performance (Legenda, 2007)
- The Return of Ulysses: A Cultural History of Homer's Odyssey (2007)
- New Directions in Ancient Pantomime (2008, with Rosie Wyles)
- Sophocles and the Greek Tragic Tradition (CUP, 2009, with Simon Goldhill)
- Greek Tragedy: Suffering Under the Sun (OUP, 2010)
- Theorising Performance (Duckworth, 2010)
- Reading Ancient Slavery (Bloomsbury, 2010)
- India, Greece and Rome 1757—2007 (Institute of Classical Studies, 2010)
- Ancient Slavery and Abolition (Oxford University Press, 2011)
- Adventures with Iphigenia in Tauris: A Cultural History of Euripides' Black Sea Tragedy (OUP, 2013)
- Introducing the Ancient Greeks: From Bronze Age Seafarers to Navigators of the Western Mind (W. W. Norton, 2014)
- Women Classical Scholars: Unsealing the Fountain from the Renaissance to Jacqueline de Romilly (OUP, 2016, with Rosie Wyles)
- Aristotle's Way: How ancient wisdom can change your life (The Bodley Head, London, 2018) (Penguin, 2020, ISBN 978-0735220829)